# کیتاله
کیتاله (به انگلیسی: Kitale) شهری در استان ریفت والی واقع در کشور کنیا است که در سال ۱۹۹۹ میلادی ۸۶٫۰۵۵ نفر جمعیت داشته و جمعیت آن در سال ۲۰۰۵ میلادی به ۱۱۵٫۹۵۷ نفر رسیده‌است.